# Alan Fettis
Alan William Fettis, couramment appelé  Alan Fettis, est un footballeur puis entraîneur nord-irlandais, né le 1er février 1971 à Newtownards (Irlande du Nord). Évoluant au poste de gardien de but, il est principalement connu pour ses saisons à Ards, Hull City, York City et Macclesfield Town ainsi que pour avoir été international nord-irlandais à 25 reprises.

## Biographie

### Carrière de joueur
Natif de Newtownards, dans le Comté de Down, en Irlande du Nord, il commence sa carrière dans le championnat nord-irlandais tout d’abord à Glentoran puis à Ards où il reste trois saisons pour 65 apparitions dont 42 en championnat.
Il quitte l’Irlande du Nord pour découvrir l’Angleterre en signant pour Hull City lors d'un transfert d'un montant de 70 000£. Il y reste cinq saisons et devient un des joueurs fétiches des supporteurs, qui se souviennent notamment que, face à une pléthore de blessures et à une pénurie d’attaquants valides, il avait joué, lui le gardien de but, à la pointe de l’attaque de l’équipe pour dépanner, réussissant tout de même l’exploit d’inscrire deux buts en championnat.
Après avoir connu un prêt à WBA, avoir été transféré à Nottingham Forest (acheté pour 375 000£) puis à Blackburn Rovers (acheté 450 000£) et de nouveau en prêt à Leicester City, à chaque fois sans réussir à s’imposer, il retrouve son ancien entraîneur de Hull City, Terry Dolan (en), à York City.
Il y retrouve une place de titulaires dans les buts, et redevient un des chouchous du public, effectuant de nombreux arrêts décisifs, rapportant beaucoup de points au club alors dans une période de grosses difficultés financières et sportives. Beaucoup de supporteurs considèrent que si le club n’a pas été relégué et sorti du système de la Football League à cette période, il le doit énormément à Fettis.
En 2003, le nouvel entraîneur du club, Chris Brass (en) le vend à Hull City et dès la saison suivante, York City est relégué et se retrouve dans des championnats non league. 
Il connaît deux prêts, à Sheffield United et à Grimsby Town, avant de signer à Macclesfield Town où il effectue deux saisons pleines.
Il s’engage finalement pour Bury en juin 2006, pour un contrat d’une durée d’un an, mais le 19 septembre 2006, il se casse le bras lors d’un match contre son ancien club, Sheffield United, qui l’éloigne des terrains pendant un temps conséquent, ce qui le pousse à prendre sa retraite à la fin de la saison.

### Carrière internationale
Il a connu les sélections de jeunes (scolaires, moins de 16, moins de 17, moins de 18) avant d’être appelé pour la première fois en équipe d’Irlande du Nord en 1991. Il y connaîtra 25 sélections (8 rencontres amicales, 11 pour des matches des éliminatoires de l'Euro 1996 et 1992 et 6 pour des matches des éliminatoires de la Coupe du Monde 1994). Sa dernière sélection date de 1998. Il a reçu aussi 4 sélections en équipe d’Irlande du Nord B (en).

### Carrière d'entraîneur
Reconverti dans l’encadrement technique, et plus spécialement dans l’entraînement des gardiens, dès la fin de sa carrière de joueur, il est engagé comme entraîneur des gardiens-adjoint par Derby County en juillet 2007. 
En novembre 2008, il devient l’entraîneur des gardiens et le chef de la cellule de recrutement de Cheltenham Town. En 2009, il rejoint Sunderland comme entraîneur des gardiens. 
En janvier 2011, il s’engage pour Manchester United pour y être l’entraîneur des gardiens du centre de formation. En juillet 2011, il rechaussa même les crampons pour jouer avec la réserve de Manchester United pour un match contre Shrewsbury Town, car les deux gardiens étaient malades en même temps.